# Seyqal Sara
Seyqal Sara (em persa: صيقل سرا, também romanizada como Şeyqal Sarā) é uma aldeia do distrito rural de Dehshal, situada no distrito central de Astaneh-ye Ashrafiyeh, na província de Gilan, no Irã. No censo de 2006, sua população era de 67, em 21 famílias.